# Der Bumerang
Der Bumerang (im Original The magic boomerang) ist eine australische Kinder- und Jugendfernsehserie, die von Pacific Films Production produziert und von 1965 bis 1966 vom australischen Fernsehsender ABC ausgestrahlt wurde. Das ZDF zeigte 26 Episoden der im Original 45 Episoden umfassenden Serie. Sie wurden vom 12. März 1967 bis 17. September 1967 jeweils sonntags im ZDF ausgestrahlt.

## Handlung
Die Fernsehserie handelt von dem 13-jährigen Tom Thumbleton, der mit seinen Eltern auf einer Schaffarm in Australien lebt und in den Besitz eines magischen Bumerangs gelangt. Dieser besitzt die Fähigkeit, die Zeit in der unmittelbaren Umgebung anzuhalten solange er fliegt. Ausgenommen ist der Werfer des Bumerangs; er ist der einzige, der sich bewegen kann, bis der Bumerang wieder aufgefangen wird. Tom nutzt das magische Wurfgerät für Streiche, aber auch um Straftaten zu verhindern und Gefahren abzuwehren.

## Episoden
Die Fernsehserie umfasste im Original zwei Staffeln, wovon die 39 Episoden der ersten Staffel in Schwarz-Weiß und die lediglich sechs Episoden der zweiten Staffel in Farbe produziert wurden. Auch die Besetzung der beiden Staffeln war völlig unterschiedlich. Im ZDF wurden nur Episoden der ersten Staffel mit je 30 Minuten Länge gezeigt.